# Плесевская
Плесевская — деревня в Устьянском районе Архангельской области.

## География
Находится в южной части Архангельской области на расстоянии приблизительно 15 км на восток-северо-восток по прямой от административного центра района поселка Октябрьский на правом берегу реки Устья.

## История
В 1859 году здесь (деревня Вельского уезда Вологодской губернии) было учтено 28 дворов. До 2022 года входила в Шангальское сельское поселение до его упразднения.

## Население
Численность населения: 161 человек (1859 год), 86 (русские 99 %) в 2002 году, 58 в 2010.